# Helen Greene
Helen Greene (Nueva York, 1896 - 10 de octubre de 1947) fue una actriz cinematográfica estadounidense, activa en la época del cine mudo, y que a lo largo de su carrera actuó en 41 filmes rodados entre 1914 y 1928.

## Biografía
Nacida en la ciudad de Nueva York, su primer film fue el cortometraje Lil o' London (1914), producido por London Film Productions. Inmediatamente después pasó a trabajar con Lubin Manufacturing Company en varias cintas, tales como Belle of Barnegat (1915) y The Voice in the Night (1916). Actuó en el serial Perils of Our Girl Reporters en 1916, única producción de Niagara Film Studios, en la cual el papel protagonista estaba repartido entre Helen Greene y Zena Keefe, encargándose Earl Metcalfe de hacer el papel de galán.
Además de Lubin, Greene actuó en compañías como Famous Players y Paramount Pictures, entre otras. Su último film fue el serial Mark of the Frog (1928), producido por Pathé.
Helen era hija de Laura Hewett Robinson, segunda esposa del dramaturgo, cineasta y actor Clay M. Greene (1850-1933). Em 1911, a los 60 años, Clay se casó con Robinson, escritora que ya tenía tres hijos, uno de ellos Helen Greene. Sus hermanos eran Marion Bryant y el oficial estadounidense Arthur Granville Robinson (1892-1967). Helen tuvo la oportunidad de trabajar en varios filmes dirigidos o escritos por Clay M. Greene.
El 24 de mayo de 1921 Helen Greene se casó con Frederic Mills Gilligan. El 10 de octubre de 1947, o el 25 de octubre de 1947, Helen Greene falleció en Oakland, California.

## Selección de su filmografía
- Lil o' London (1914)
- Belle of Barnegat (1915)
- Beyond All Is Love (1915)
- The Voice in the Night (1916)
- Perils of Our Girl Reporters (1916)
- The Dummy (1917)
- The Amazons (1917)[6]
- On the Quiet (1918)
- The Invisible Bond (1919)
- The Truth (1920)
- I'll Show You the Town (1925)
- Mark of the Frog (1928)